# Colombophis
Colombophis ("serpiente de Colombia" en griego) es un género extinto de serpientes pertenecientes al clado Alethinophidia, grupo de ofidios primitivos. El género fue inicialmente reconocido en la formación Villavieja en la localidad de Los Mangos, formando parte de la conocida fauna fósil de La Venta en el departamento de Huila (Colombia), a mediados del Mioceno, con lo que se erigió la especie Colombophis portai en 1977 basándose en cerca de cuarenta vértebras fragmentarias. Dichas vértebras se caracterizan por tener una espina neural muy baja, paradiapófisis no subdivididas y el zigósfeno delgado. Las vértebras son de tamaño medio a grande, por lo que la serpiente mediría unos 1,77 metros de largo, similar en tamaño a la actual Boa constrictor.
Restos hallados en la formación Solimões de Brasil, en la zona del río Purus (Mioceno tardío), con vértebras más cortas que anchas, zigósfeno grueso y una espina neural alta, fueron clasificados como una nueva especie, Colombophis spinosus. Restos hallados en Venezuela (zona de Urumaco) y Colombia (La Venta) también parecen pertenecer a esta nueva especie, más que a C. portai. Tradicionalmente, Colombophis fue tenida como un representante de la familia primitiva Aniliidae, serpientes excavadoras y primitivas que aún retenían algunos rasgos de lagarto, como Anilius, la falsa coral. No obstante, la retención de rasgos primitivos que identifican a Colombophis y a otros miembros de la superfamilia Anilioidea (incluyendo rasgos ya encontrados en la serpiente cretácica Dinilysia patagonica) indican que ese grupo es parafilético y que, por ahora, Colombophis queda como un Alethinophidia de clasificación incierta. Por otra parte, sus restos indican que los ecosistemas de la Suramérica de mediados del Mioceno eran ambientes tropicales y húmedos, como refuerza el hallazgo de otros reptiles en las faunas de Urumaco, La Venta y Solimões, como Paradracaena y Eunectes; Colombophis, como Dinilysia, debió de estar adaptada para moverse y alimentarse en ambientes semiacuáticos.